# Sopa de gato
La sopa de gato (« soupe de chat ») est un type de soupe très humble typique de la cuisine espagnole classique du sud de l'Espagne. Dans sa préparation, elle est très similaire aux soupes à l'ail, utilisant les mêmes ingrédients mais disposés différemment. Il s'agit d'une soupe très épaisse qui est servie très chaude, et qui convient parfaitement aux mois froids de l'hiver.

## Histoire
Le gastronome espagnol Dionisio Pérez Gutiérrez situe l'origine de ces soupes à Cadix. Au XVIe siècle, la ville de Cadix était assiégée par des attaques de pirates et des pillages continuels, une situation qui a provoqué la faim et l'imagination de la cuisine locale pour inventer ce plat de soupes avec du pain et des ingrédients à l'ail. Cette soupe s'est répandue dans toute l'Espagne lorsqu'elle est arrivée à la cour de Madrid aux XVIIIe et XIXe siècles, et elle est devenue connue sous le nom de « soupe à l'ail », très populaire dans les cafés de l'époque. La grande différence était le paprika et les œufs, qui ont été filés presque entiers sur la soupe[pas clair]. Le pain trempé a gardé sa structure et n'a pas été dilué comme dans les sopas de gato.

## Caractéristiques
Cette soupe est préparée avec beaucoup d'huile d'olive et d'ail ; du poivre moulu est généralement ajouté au mélange. Elle est très facile à faire et les ingrédients sont très bon marché. Lorsque la soupe a bouilli, le pain dur coupé en tranches très fines est ajouté à la soupe petit à petit de sorte qu'il se dissolve progressivement et a finalement la texture d'un porridge blanc et soyeux. Quelques œufs sont généralement battus avec un peu de fromage râpé et ajoutés à la soupe bouillante. La casserole est couverte et retirée du feu et servie bien chaude aux convives. L'une des caractéristiques de cette soupe est qu'elle est faite sans paprika et ne contient pas de bouillon.